# For All Eternity
For All Eternity is een Australische metalcoreband afkomstig uit Sydney, New South Wales. De band heeft anno 2020 drie albums uitgebracht: Beyond the Gates (2012), Metanoia (2015) en The Will to Rebuild (2017) en onder meer getoert door Australië, Nieuw-Zeeland en Noord-Amerika, waar ze onder andere speelden op het Loud Fest en Facedown Festival. Ze deelden door d ejaren heen het podium met bands als MyChildren MyBride, For Today, Oh, Sleeper en In Hearts Wake. Sinds 2015 staat de band onder contract bij Facedown Records.

## Bezetting
| Huidige bezetting - Shane Carroll – screams (2008–heden), zang (2017–heden) - Michael Buckley – drums, zang (2008–heden) - Jeremy Mosiejczuk – gitaar (2008–heden) - Nicholas Page – gitaar (2011–heden) - Scott Dibley – bas (2011–heden) | Voormalige leden - Andrew Comale – gitaar (2010–2011) - Gavin Bain – bas (2010–2011) - Nathanael Edwards – bas (2008–2010) |

Tijdlijn

## Discografie
Studioalbums
- 2012: Beyond the Gates
- 2015: Metanoia
- 2017: The Will to Rebuild

Ep's
- 2009: For All Eternity